# 扎盧奇恰 (切梅里夫齊區)
48°51′23″N 26°31′16″E / 48.85639°N 26.52111°E
扎盧奇恰（烏克蘭語：Залуччя），是烏克蘭西部的村莊，隸屬赫梅利尼茨基州的卡緬涅茨-波多利斯基區。該村始建於1530年，面積3.13平方公里，海拔高度191米，2001年人口807。